# Agusa (musikgrupp)
Agusa är en svensk musikgrupp (progressiv metal/progressiv rock). Agusa lägger till progressiva element i sin musik, med klassisk gitarr och influenser av jazz och akustisk folkmusik. Namnet Agusa kommer från byn med samma namn i Skåne. Debutalbumet Högtid gavs ut 2014, och 2015 släpptes Två – bandets andra studioalbum. I oktober 2017 släpptes bandets tredje, självbetitlade, studioalbum Agusa . 10/9-21 släpptes ”En annan värld”. De är uppenbarligen inspirerade av Kebnekajse och Änglagård.

## Biografi

### Bildandet och debuten (2013)
Agusa bildades 2013 i Malmö av Mikael Ödesjö och Tobias Petterson. Senare anslöt sig Dag Strömqvist på trummor och Jonas Berge på orgel. Inom ett år och efter bara några spelningar lämnade Strömqvist gruppen och ersattes av Tim Wallander och Jenny Puertas.
Agusa fick ett skivkontrakt med Transubstans och spelade in sitt första album, Högtid, 2014 med Kristian Holmgren som producent. Högtid nådde 17:e plats på svenska hårdrockslistan vecka 23 2015.

### "Två" (2015)
Agusas andra album, Två, spelades in i januari 2015 och gavs ut senare samma år av det amerikanska skivbolaget Laser's Edge.
2015 uppträdde Agusa på Roadburn Festival i Holland och Copenhagen Psych Fest i Danmark.

## Medlemmar
Nuvarande medlemmar
- Mikael Ödesjö – sång, gitarr (2013– )
- Simon Ström – bas (2017– )
- Roman Andrén – keyboard (2019– )
- Nicolas Difonis – trummor, slagverk (2021– )
- Jenny Puertas – flöjt (2014– )

Tidigare medlemmar
Tim Wallander- trummor (2014-2021)
Jonas Berge - Keys (2013-2016)
Jeppe Juul - Keys (2016-2019)
Tobias Pettersson - bas (2013-2017)
Dag Strömqvist – trummor (2013–2014)

## Diskografi
Studioalbum
- 2014 – Högtid [7]
- 2015 – Två [8][9]
- 2017 - Agusa
- 2021 - En annan värld[2]
- 2023 - Prima Materia

Livealbum
- 2016 – Katarsis [10]

Samlingsalbum
- 2016 – Agusa